# Karoline Smidt Nielsen
Karoline Smidt Nielsen (* 12. Mai 1994 in Odense auf Fünen) ist eine ehemalige dänische Fußballspielerin.

## Karriere

### Verein
Smidt Nielsen begann ihre Karriere in ihrer Geburtsstadt Odense bei HPTI Odense. Es folgten im Anschluss Stationen bei Boldklubben 1913 und Odense BK, von wo sie im Sommer 2012 zu Fortuna Hjørring wechselte. Nach 6 Jahren bei Hjørring wechselte sie im Sommer 2018 nach Deutschland, wo sie am 15. Juni 2018 einen Zweijahresvertrag beim 1. FFC Turbine Potsdam unterschrieb. Kurz nach dem Wechsel nach Potsdam zog sich Smidt Nielsen einen Knorpelschaden im linken Knie zu und kam in der Saison 2018/2019 für Potsdam zu keinem einzigen Einsatz. Im Oktober 2022 beendete sie wegen anhaltender Verletzungsprobleme ihre Karriere.

### International
Im Dezember 2012 hatte Smidt Nielsen ihr Länderspiel-Debüt, als sie zur Halbzeit für Pernille Harder bei einem 5:0-Sieg über die Mexikanische Fußballnationalmannschaft der Frauen in São Paulo, Brasilien, eingewechselt wurde.
Im Sommer 2013 nominierte Nationaltrainer Kenneth Heiner-Møller sie für die Dänische Fußballnationalmannschaft der Frauen für die Frauenfußball-Europameisterschaft 2013.

### Trainerin
Im Frühjahr 2016 übernahm sie den Cheftrainer-Posten der U-13 von Fortuna Hjørring und trainierte die Mannschaft bis zu ihrem Wechsel nach Deutschland 2018.

## Persönliches
Ihre Eltern spielten ebenfalls Fußball. Mutter Lone Smidt Nielsen ist 57-malige Nationalspielerin für Dänemark und steht in der Hall of Fame des DBU. Ihr Vater ist der ehemalige Fußballspieler und -trainer Niels Nielsen, der u. a. Fjordager IF trainierte.

## Erfolge
Fortuna Hjørring
Vize-Meister
- Elitedivisionen: 2013
- 3F Cup: 2013